# Volodimir Ivanovics Szinyavszkij
Volodimir Ivanovics Szinyavszkij, ukránul: Володимир Іванович Синявський, oroszul: Владимир Иванович Синявский (Olsany, 1932. február 18. – Kijev, 2012. december 27.) olimpiai ezüstérmes, világbajnok szovjet válogatott ukrán birkózó, edző.

## Pályafutása
1950-ben kezdett birkózni Harkovban. Klubja később a Lokomotyiv Kijev lett. Szabadfogás könnyűsúlyban versenyzett. Első nemzetközi versenye az 1958-as világkupa volt, ahol első helyen végzett. Az 1959-es teheráni világbajnokságon aranyérmet nyert, így egyértelmű favoritként várta az 1960-as római olimpiát, ahol azonban a negyedik fordulóban kikapott az amerikai Shelby Wilsontól, és meg kellett elégednie az ezüstéremmel. Az 1961-es jokohamai világbajnokságon ismét ezüstérmet szerzett.
A szovjet bajnokságban négy aranyérmet szerzett (1957, 1958, 1959, 1961). 1966-os visszavonulása után birkózóedzőként dolgozott Kijevben.

## Sikerei, díjai
- Olimpiai játékok – szabadfogás, 67 kg
  - ezüstérmes: 1960, Róma
- Világbajnokság – szabadfogás, 67 kg
  - aranyérmes: 1959
  - ezüstérmes: 1961
- Szovjet bajnokság – szabadfogás, 67 kg
  - bajnok (4): 1957, 1958, 1959, 1961
  - 2.: 1960